# Todi
Todi ist eine italienische Gemeinde und Stadt mit 15.572 Einwohnern (Stand 31. Dezember 2023) in der italienischen Provinz Perugia der Region Umbrien, auf einem Hügel hoch über dem mittleren Tibertal gelegen.

## Geografie
Todi liegt in der klimatischen Einordnung italienischer Gemeinden in der Zone E, 2193 GR/G. Durch das Gemeindegebiet fließt neben dem Tiber dessen linker Nebenfluss Naia, der westlich des Ortsteils Pontenaia zufließt.
Zu den Ortsteilen gehören Asproli, Cacciano, Camerata, Canonica, Casemasce, Cecanibbi, Chioano, Collevalenza, Cordigliano, Duesanti, Ficareto, Fiore, Frontignano, Ilci, Izzalini, Loreto, Lorgnano, Montemolino, Montenero, Monticello, Pantalla, Pesciano, Petroro, Pian di Porto, Pian di San Martino, Pontecuti, Pontenaia, Ponterio, Ponterio Stazione, Porchiano, Quadro, Ripaioli, Romazzano, Rosceto, San Damiano, Spagliagrano, Torrececcona, Torregentile und Vasciano.
Die Nachbargemeinden sind Acquasparta (TR), Avigliano Umbro (TR), Baschi (TR), Collazzone, Fratta Todina, Gualdo Cattaneo, Marsciano, Massa Martana, Monte Castello di Vibio, Montecchio (TR), Orvieto (TR) und San Venanzo (TR).

## Geschichte

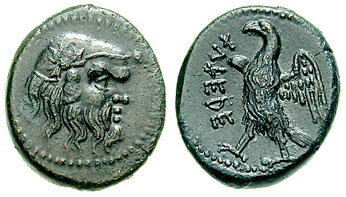
Münze vom 3. Jh. v. Chr.

Aus archäologischen Funden und Münzen, die die Stadt im 4. und 3. Jahrhundert v. Chr. prägte, ist zu entnehmen, dass Todi als umbrische Siedlung Tutere zwischen dem 8. und dem 7. Jahrhundert v. Chr. gegründet wurde, am Rande des etruskischen Gebiets. 217 v. Chr. gelangte es endgültig unter römische Herrschaft. Der Name wurde in Tuder geändert. Nach dem Bundesgenossenkrieg gehörte die Stadt ab 89 v. Chr. als Municipium zur römischen Tribus Clustumina, seit Augustus in der 6. Region Italiens.
Während der Gotenkriege wurde die Stadt fast vollständig zerstört und es kam bis 759 zu einer Besetzung durch die Langobarden. Diese wurde beendet, als König Desiderius und Papst Paul I. die östlichen Grenzen zwischen dem Herzogtum Spoleto und der Grafschaft von Todi, die dem Herzogtum von Rom angehörte, festsetzten.
Im Jahr 1367 verlor Todi seine Autonomie, als sich Guglielmo de Grimoard, ein Bruder Urbans V., die Stadt aneignete.
Durch die Pestepidemie im Jahr 1527/28 starb die Hälfte der Bevölkerung von Todi, die Stadt erholte sich jedoch wieder, als es zu einem Aufstieg des Bischofsamts von Angelo Cesi kam. Durch die Reform von Martin V. gehörte sie dem Kirchenstaat an und behielt diesen Status bis zur Proklamation des Italienischen Reichs und der Gründung der Italienischen Nation (Risorgimento) im Jahr 1860.
Das schon im 2. Jahrhundert begründete Bistum Todi wurde am 30. September 1986 mit dem Bistum Orvieto mit Sitz in Orvieto vereinigt. Damit war dieses Bistum aufgelöst.

## Sehenswürdigkeiten
Piazza del Popolo
Die längsrechteckige Piazza del Popolo bildet mit dem Palazzo del Capitano, dem Palazzo del Popolo und dem Palazzo dei Priori im Süden sowie der Kathedrale im Norden sowohl das weltliche als auch das kirchliche Zentrum. Gesäumt von weiteren Palästen der Renaissance ergibt sie einen nahezu geschlossenen Raum, den man bis zum 16. Jh. jeweils noch durch Tore an seinen vier Ecken zu betreten pflegte. Angesichts der steilen Hanglage von Todi überrascht die großzügige und plane Ausdehnung des Platzes. Man schreibt diese der Aufschüttung einer einstigen Senke zwischen der Kathedrale und der Kirche San Fortunato zu. Diese künstliche Ebene wurde im 1. Jh.v. Chr. geschaffen, als Todi unter Augustus eine Colonia wurde, in der er seine Veteranen ansiedelte, die ihn in den Bürgerkriegen unterstützt hatten. Sie errichteten nach dem Vorbild Roms ein Theater, Amphitheater und Thermen und vergrößerten das alte republikanische Forum.
Da Todi auf einem isolierten Hügel liegt, der kilometerweit nur von niedrigeren Gipfeln umgeben ist, konnte man die Stadt nicht über ein Aquädukt mit Wasser versorgen. Daher legte man unter dem neuen Forum mehrere Zisternen an, die ihm zugleich als stabiler Untergrund dienten, denn es dehnte sich damals weit mehr nach Westen und Norden zur Kathedrale hin aus. Im Laufe der Zeit wurde es aber mehr und mehr zugebaut, wobei einige Besitzer die darunter befindlichen Zisternen in Keller umwandelten. So auch im Palazzo Matalucci, weshalb dort heute die ehemalige Zisterne einfach über eine Treppe zu erreichen und seit 2003 auch für die Öffentlichkeit zugänglich ist.
Kathedrale
Der gotische Dom Santissima Annunziata (Santa Maria Assunta) aus dem 12. Jahrhundert wurde über einem römischen Vorgängerbau errichtet, wahrscheinlich einem Apollo-Tempel. Ein hier gefundener Apollo-Kopf befindet sich in den vatikanischen Sammlungen. Der heutige Bau, eine Basilika über kreuzförmigem Grundriss, entstand fast vollständig ab 1190 nach einem Brand. Die Rosette in der ansonsten wenig gegliederten, beinahe quadratischen Westfassade wurde 1513 hinzugefügt.

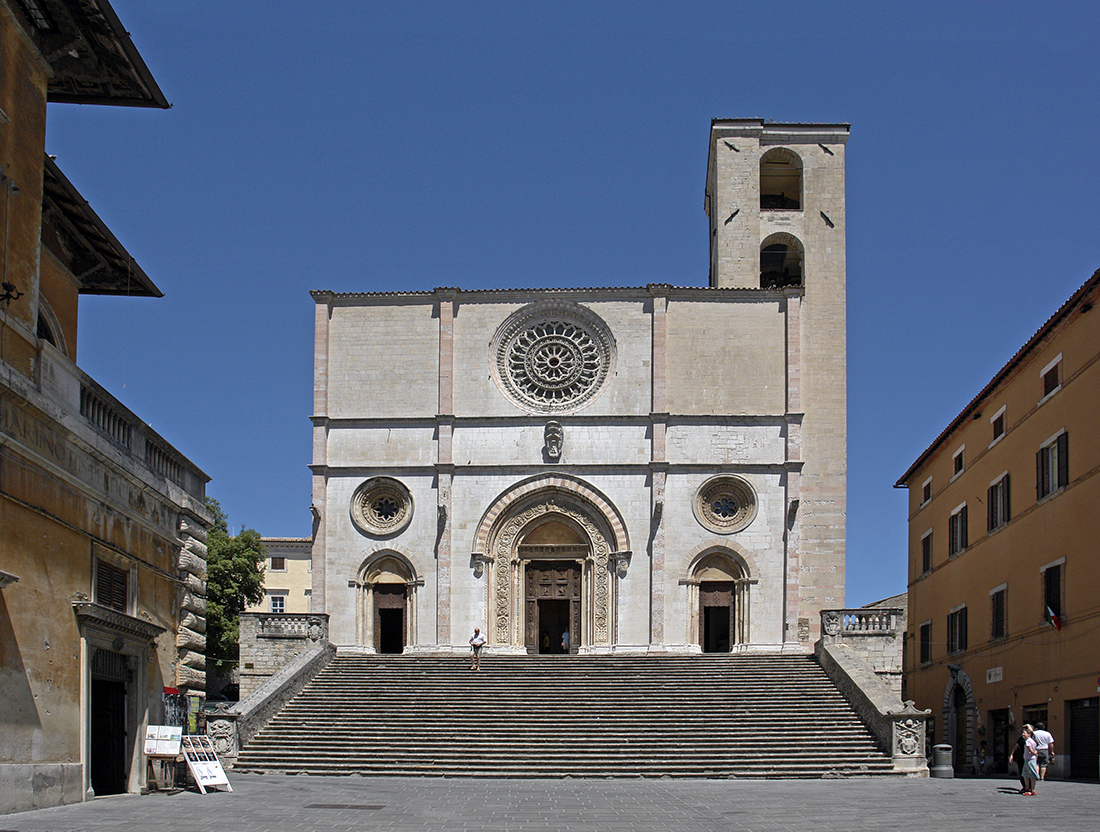
Kathedrale von Todi
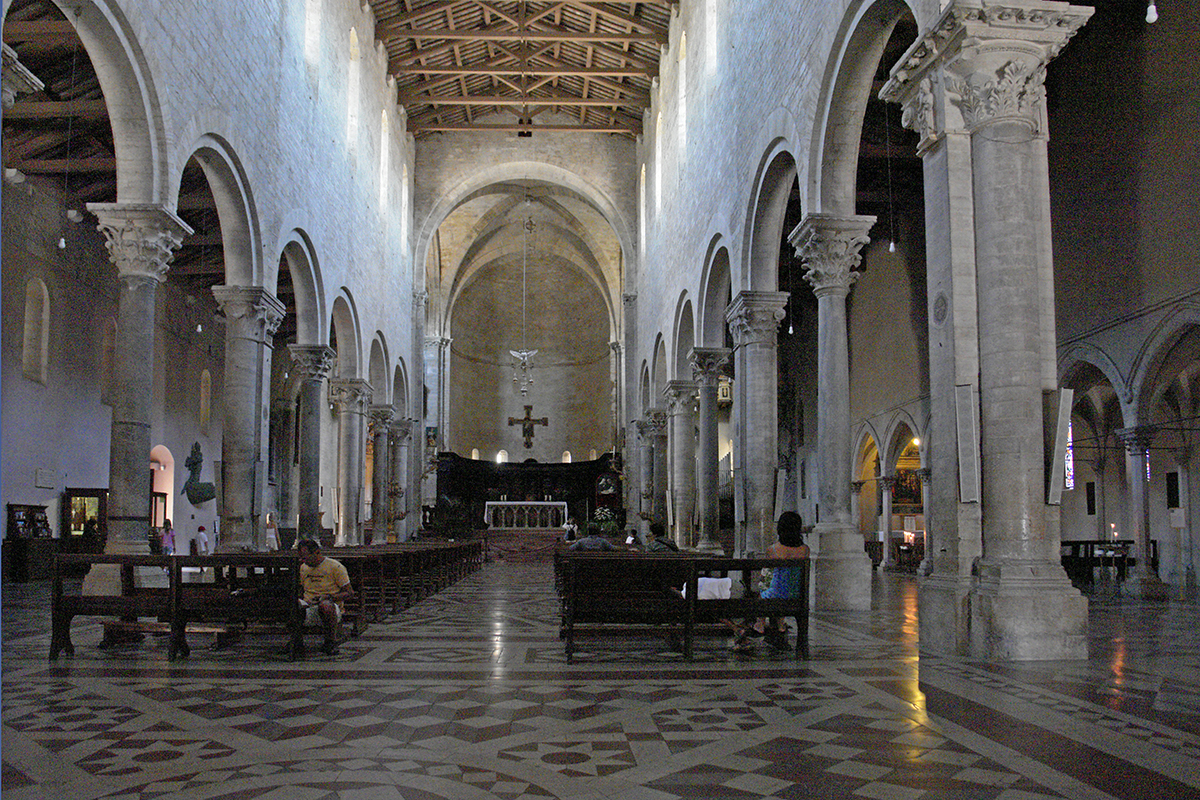
Mittelschiff der Kathedrale
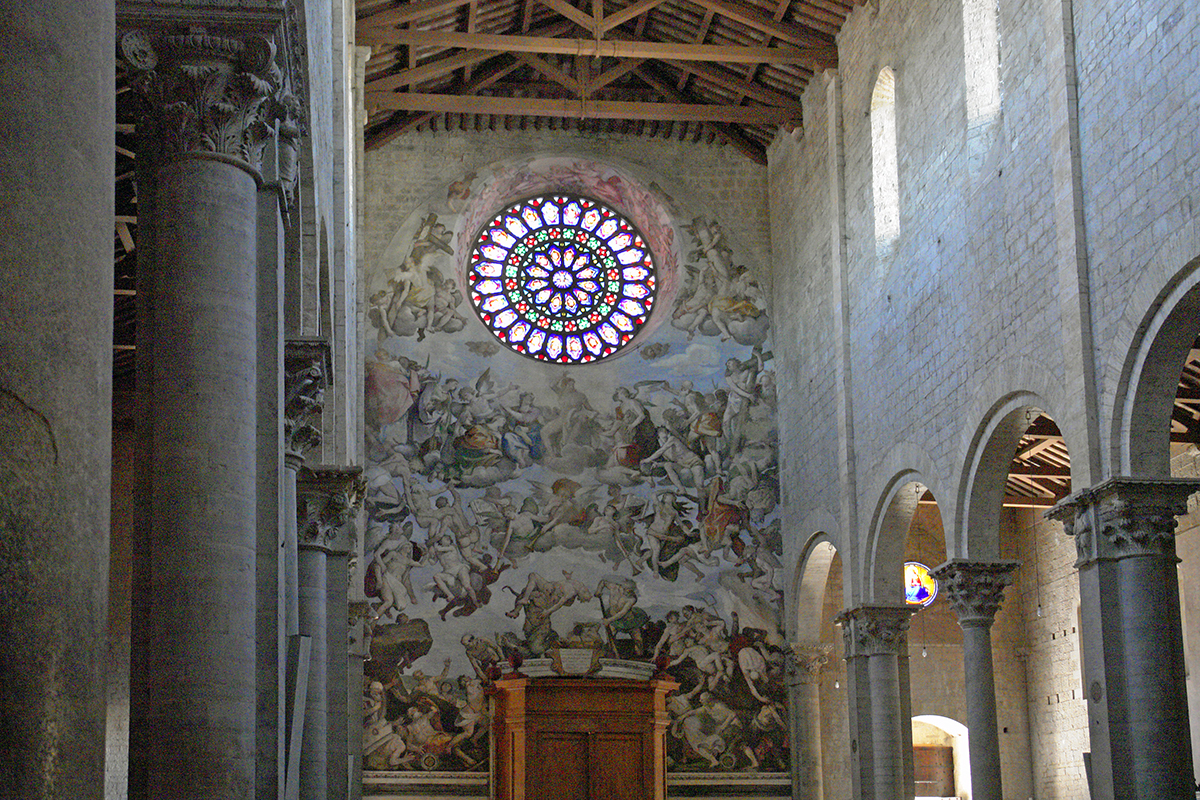
Innenansicht Richtung Eingang
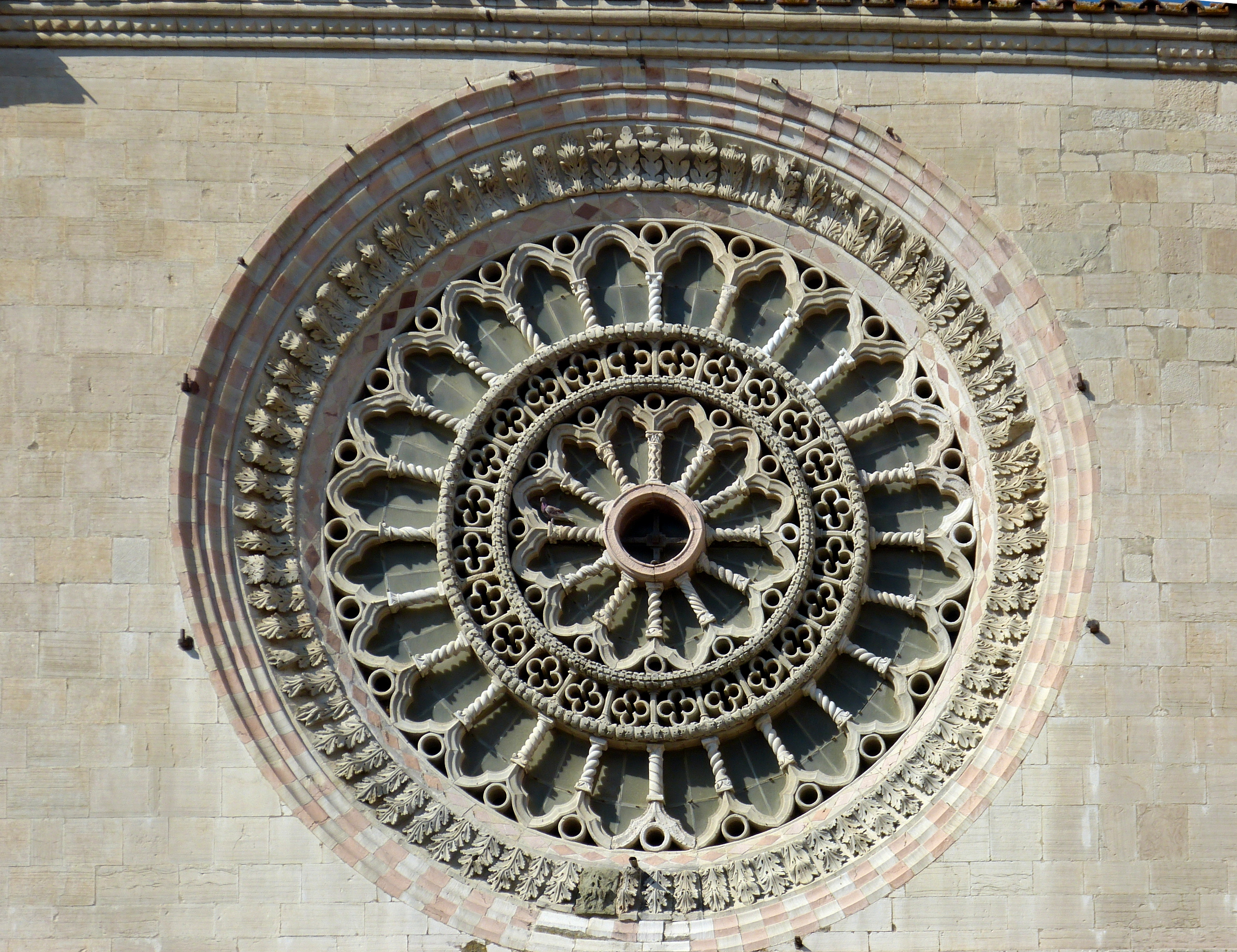
Die Fensterrose
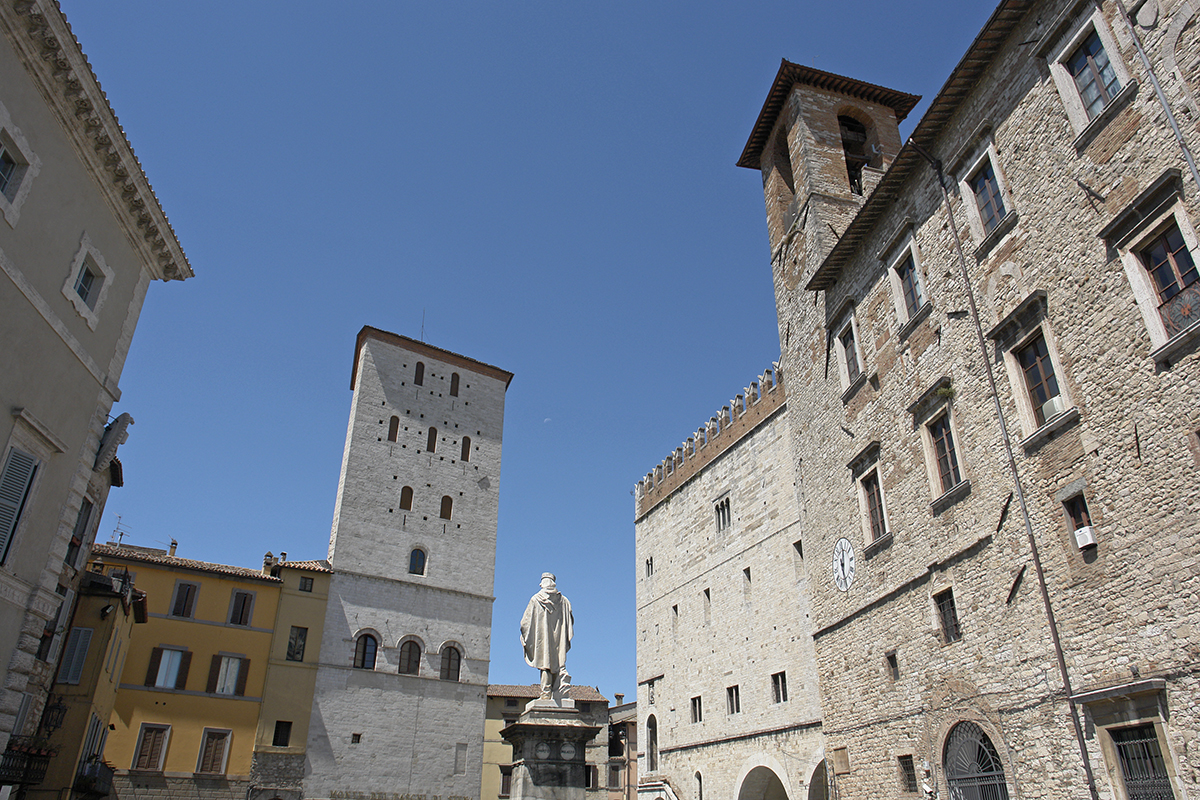
Platz vor der Kathedrale (Piazza del Popolo)

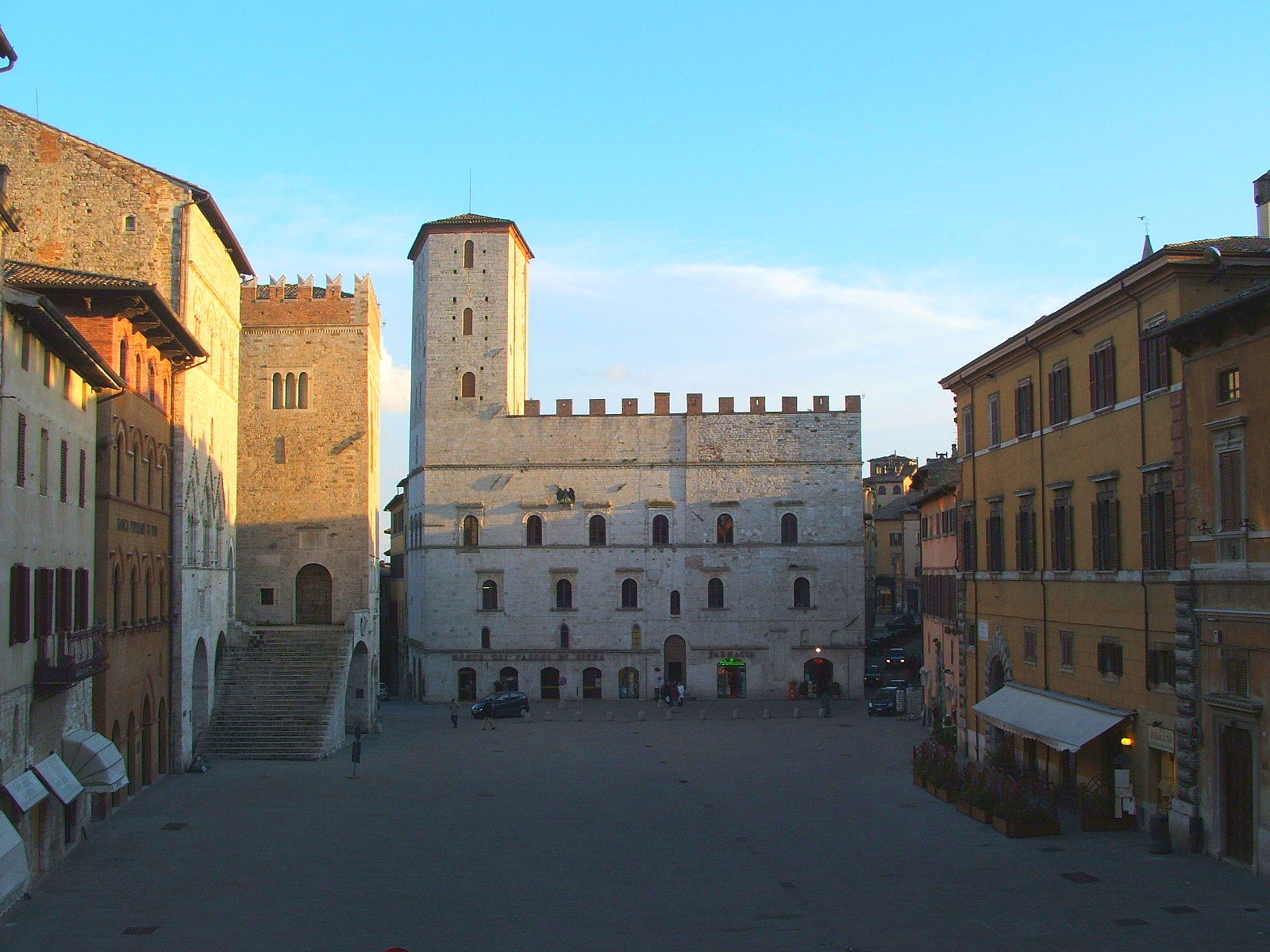
Palazzo dei Priori

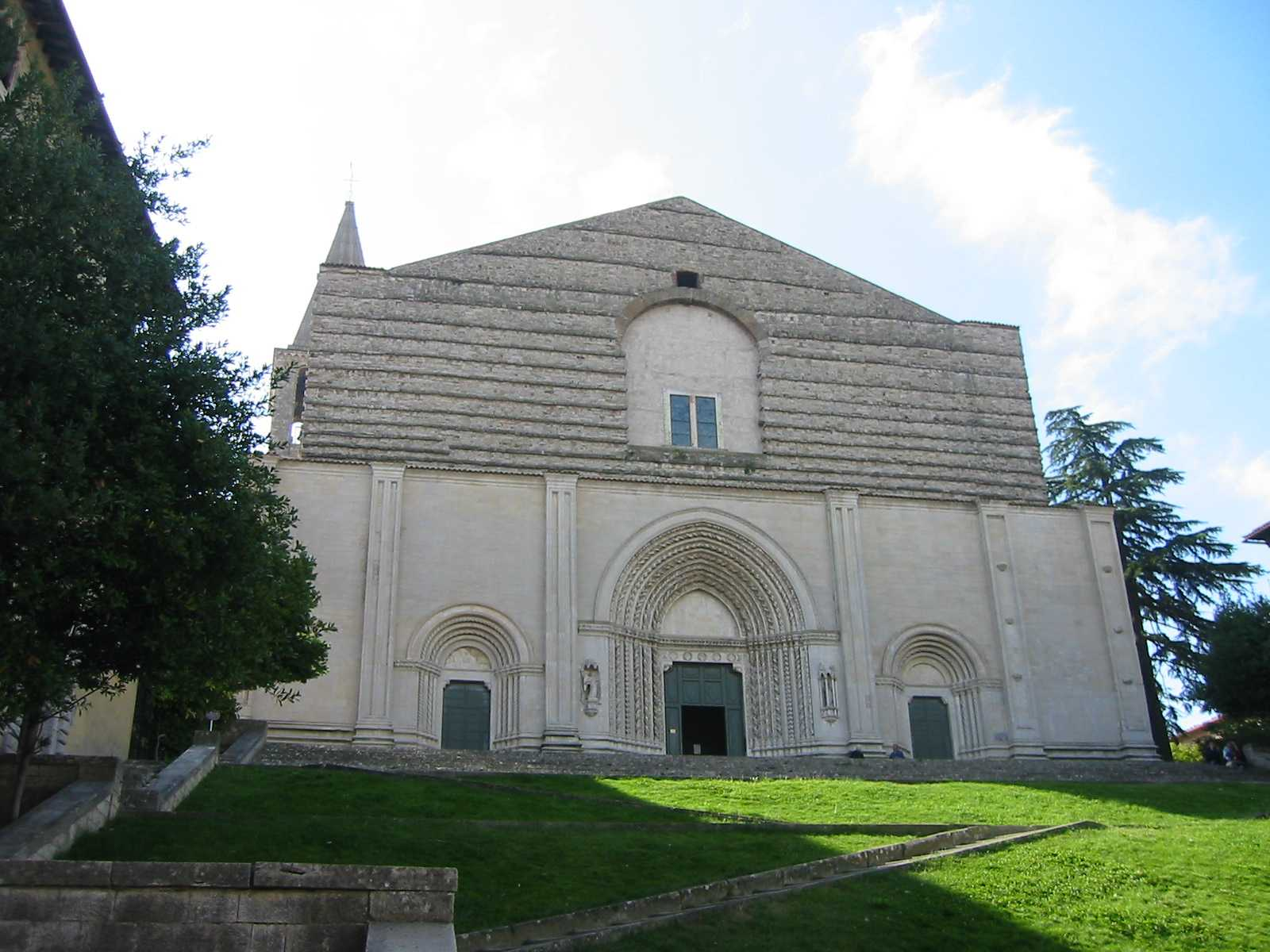
San Fortunato

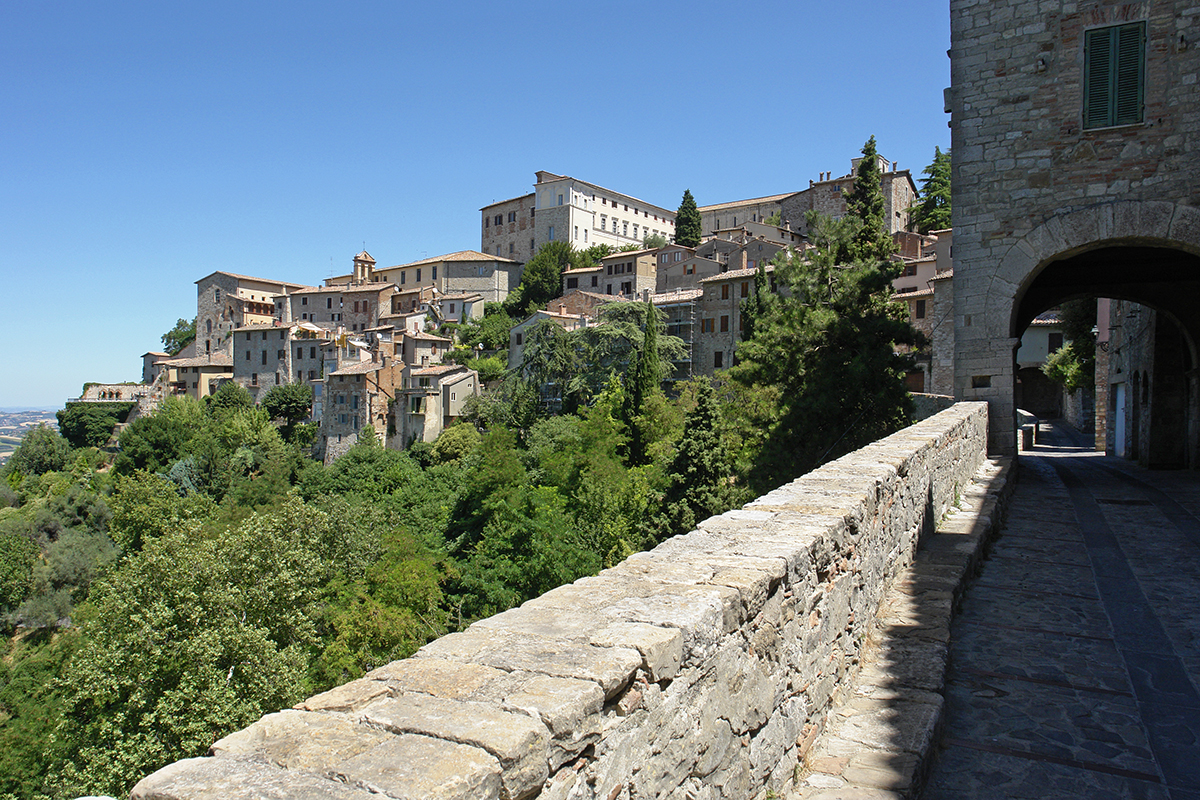
Blick auf Todi

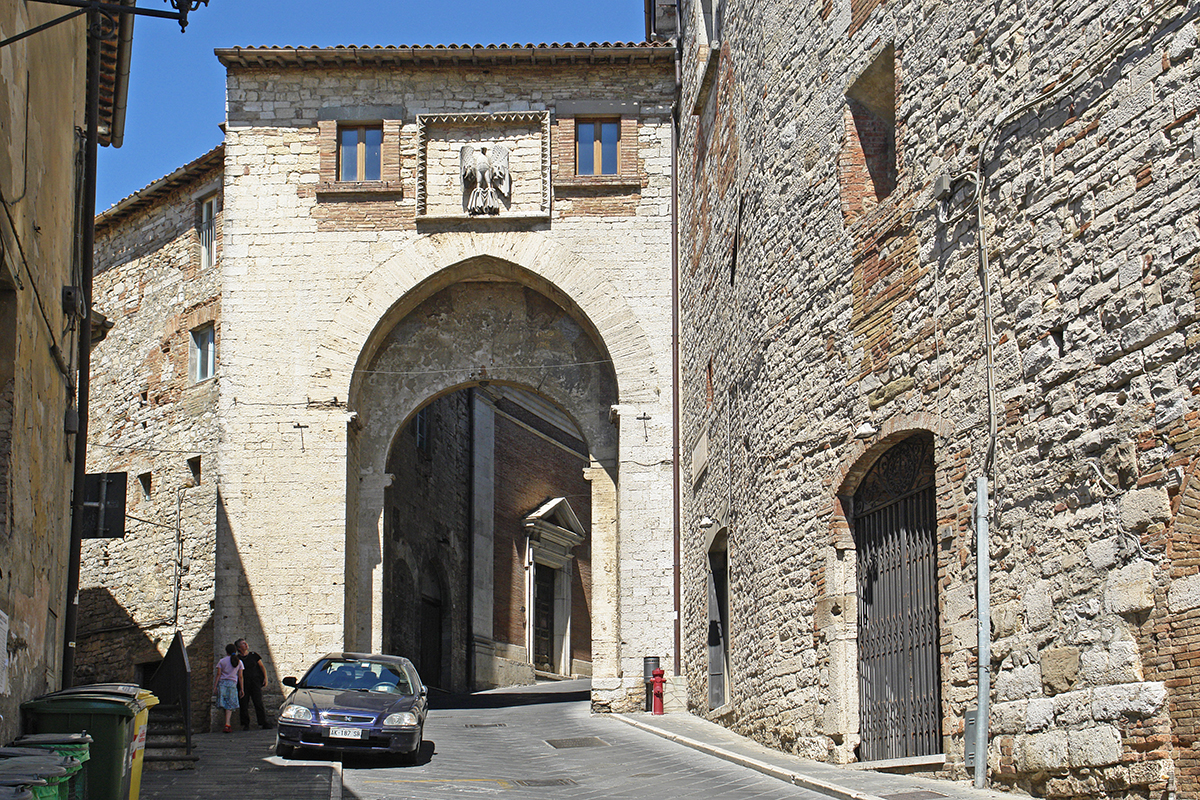
Stadttor von Todi

Der Gouverneurspalast von 1334 mit dem beeindruckenden, noch etwas älteren Guelfenturm beherbergt heute die Stadtverwaltung. Die bronzene Plastik eines Adlers, die seine Fassade schmückt, stellt das alte Wappen der Stadt dar und ist ein Werk von Giovanni di Giliaccio (1347).
Außerdem befinden sich an diesem Platz, der Palazzo del Capitano und der Palazzo del Popolo.

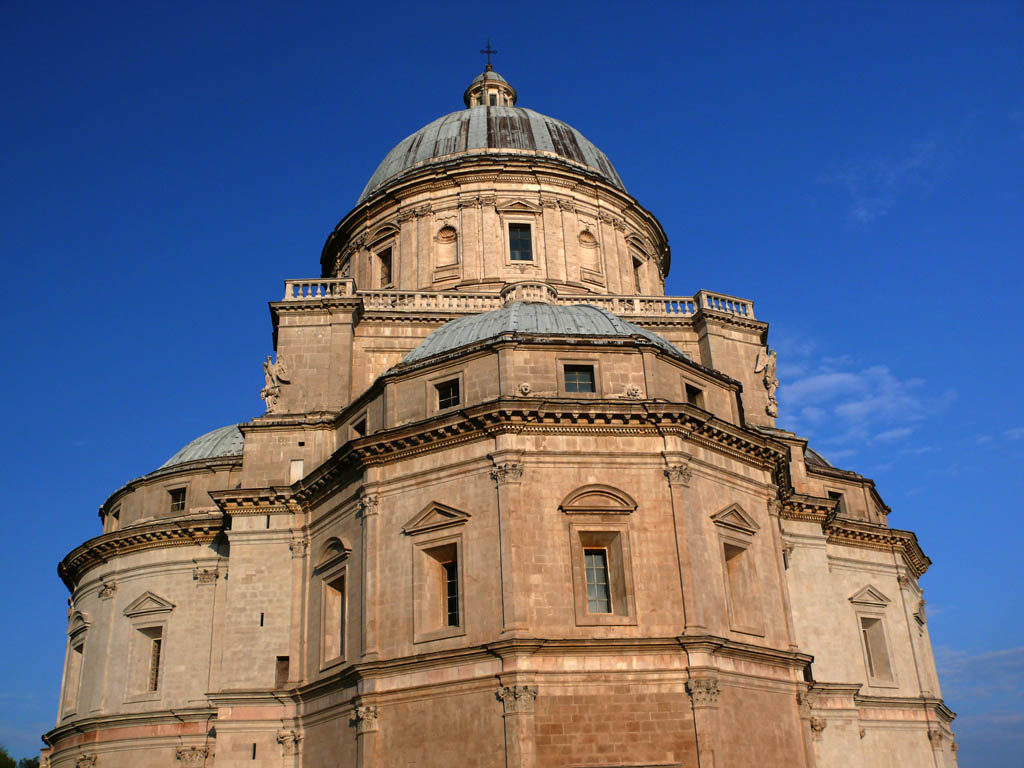
Santa Maria della Consolazione

An einer der Hügelflanken liegt die Wallfahrtskirche Santa Maria della Consolazione (die Hl. Maria des Trostes), begonnen 1508, ein Hauptwerk der Renaissance. Anlass zur Erbauung war auch hier wie so häufig ein angeblich plötzlich wundertätig gewordenes Marienbild, daher auch der Name. Oft Donato Bramante zugeschrieben, ähnelt der Zentralbau über dem griechischen Kreuz dem Erstentwurf für den Petersdom. Bramantes Mitarbeit lässt sich nicht belegen, wohl aber die von Filippo di Giovanni Melide, Cola da Caprarola, Antonio da Sangallo der Jüngere, Baldassare Peruzzi, Galeazzo Alessi, Michele Sanmicheli, Vignola und Ippolito Scalza. Geweiht wurde sie erst 1607.
Dieser Bau gehört zu den wenigen größeren Gemeindekirchen, in denen sich die Idealformen der Renaissance, das Quadrat und der Kreis, praktisch durchsetzen konnten. Häufig mussten Kompromisse geschlossen werden – hier nicht. Genau gesagt gilt das allerdings nur für den unteren Teil der Kirche. Bei der Kuppel ist zu spüren, wenn man genauer hinsieht, dass hier schon Ideen des Barock wirksam geworden sind. Deutlich zu erkennen ist die quadratische Grundform, aus deren Seiten die Apsiden herauswachsen. Die zweigeschossige Wandaufteilung wird hier im früher gebauten unteren Teil von einfachen Pilastern gegliedert. Eine Forderung Albertis, des großen Theoretikers der Renaissance-Architektur erfüllend, wurde sie allseitig frei stehend errichtet und außerhalb der Stadt.
Von den vier Apsiden schließt nur die nördliche rund ab, die anderen polygonal. Der 80 Jahre später (1586) darauf gesetzte Tambour und die Kuppel verfolgen bereits andere architektonische Ideen als der Unterbau. Hier ist die Strenge der Renaissance bereits aufgelockert und plastischer geworden nach den Prinzipien des jetzt mächtig werdenden Barock: Hier gibt es doppelte Pilaster und eingetiefte Nischen als zusätzliche Wandgliederung.
San Fortunato

San Fortunato ist eine dem lokalen Heiligen Fortunatus von Todi geweihte frühchristliche Kirche aus dem 7. Jahrhundert. Der Neubau der Franziskaner, ab 1292 begonnen, stoppte 1348 mit dem Hereinbrechen der großen europäischen Pestepidemie, so dass nur Teile vollendet wurden, wie die untere Westfassade.
Sonstige Sehenswürdigkeiten

Vom Kreuzgang des Monastero delle Lucrezie kann man einen schönen Ausblick auf die Stadt genießen.

## Varia
In die Schlagzeilen gelangte Todi in den 1990er Jahren durch einen PR-Gag: Eine angeblich von Richard Levine, einem Nachhaltigkeitsforscher der University of Kentucky, erstellte Studie komme zum Schluss, Todi sei die „perfekte Stadt“. Die Nachfrage nach Immobilien stieg stark an, deren Preise ebenfalls. Viele Tuderti wanderten ab. Nach einigen Jahren beruhigte sich die Lage schließlich wieder.
Die Stadt ist Mitglied der Cittàslow, einer 1999 in Italien gegründeten Bewegung zur Entschleunigung und Erhöhung der Lebensqualität in Städten.

## Partnerstädte
Partnerstädte von Todi sind
- Dreux im Département Eure-et-Loir (Frankreich, seit 1960)
- Melsungen in Hessen (Deutschland, seit 1985)

## Persönlichkeiten

### Söhne und Töchter der Stadt
- Martin I. (~600–655), Papst im 7. Jahrhundert
- Iacopone da Todi (1230/36–1306), Franziskaner und religiöser Lyriker
- Ruggero Bovelli (1875–1954), Erzbischof von Ferrara
- Giacomo Rossi Stuart (1925–1994), Filmschauspieler
- Ennio Antonelli (* 1936), Kurienkardinal und Präsident des Päpstlichen Rates für die Familie
- Graziano Marini (* 1957), Künstler
- Roberto Bernardi (* 1974), Maler (Fotorealismus)

### Mit Todi verbunden
- Fortunatus von Todi, Bischof von Todi im 6. Jahrhundert, Heiliger
- Philipp Benizi OSM (1233–1285), Heiliger, in Todi gestorben
- Nikolaus von Kues (1401–1464), deutscher Philosoph, Theologe und Mathematiker, in Todi gestorben
- Beverly Pepper (1922–2020), US-amerikanische Malerin und Bildhauerin, Ehrenbürgerin von Todi